# 蓬安县
31°02′N 106°25′E / 31.03°N 106.42°E
蓬安县是中国四川省南充市所辖的一个县，面积约为1334平方公里，2012年的户籍人口约为713227人，共辖39个乡镇，县城建成区的面积为9平方公里，县城的常住人口为11万人。

## 历史沿革
蓬安县原为蓬州，公元前七世纪起，县境属古巴国，两汉时属安汉县，南朝梁天监六年（507年）从安汉县中置相如县，时北部为大寅县（后改名蓬池县），南部为相如县，北周天和四年（569年）在今蓬安一代设立蓬州，治所在今营山县安固乡。唐玄宗开元二十九年（741年），蓬州治所由安固迁至大寅（今仪陇县大寅镇），唐朝广德元年（763年），大寅县更名为蓬池县，治所在今天蓬安县茶亭乡的蓬池坝。南宋淳祐年间，蓬州治所再由大寅迁至河舒镇的燕山寨，元朝至元十五年（1278年），治所再徒至相如镇，属于四川行省顺庆路，至正二十年（1283年），废除蓬池县。明太祖洪武年间（1368年—1398年），废除相如县，直属蓬州，清世祖顺治七年（1650年）蓬州改为不领县的县级散州，民国二年（1913年），废蓬州，取蓬州、安汉县二县的首字改名为蓬安县，1949年由川北行署南充专区管辖，县城为锦屏镇，1952年属四川省南充专区管辖，并将二道、复兴乡、双河乡（今双胜乡）、歧山乡、赛金乡、陇城乡（今新城乡）等划入仪陇，并将三兴场（今三兴镇)划入营山县。1968年为南充地区管辖（县城所在地为周口镇），1993年起为南充市辖县。

## 地理概况
本县位于四川省东北部，属川北向川南的过渡地带，介于北纬30°44'～31°17'，东经106°10'～106°10'之间，西接高坪、南部、北倚朱德元帅故里仪陇县、东连营山、渠县、南邻岳池县、广安区，东西宽度约为22.1公里，南北长度约为61公里。面积约为1334平方公里，耕地面积54.9万亩。嘉陵江从境内通过有90公里，县域为丘陵地带，是农业大县，柑桔、蚕茧等产量丰富。

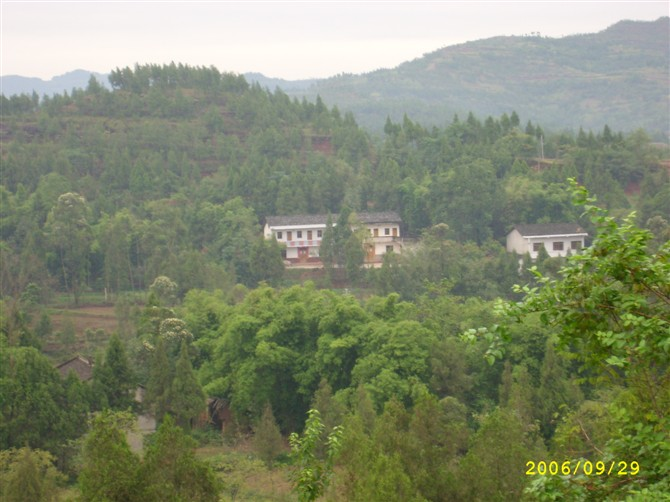
蓬安乡村图

## 河流
蓬安县境内主要的河流有嘉陵江、清溪河、河舒河，均属于长江流域。

## 交通
蓬安县交通发达，达成铁路穿过县境南部，并在城南设有火车站，G5515 张南高速、  318国道穿过该县的南部，203省道和204省道也穿过该县。

## 方言
全县的主要方言是南充话，属于西南官话下的四川话成渝片，与成都话和重庆话很接近，蓬安县的大多数乡镇都说这种话，约占全县总人口的70%左右。第二大的方言为湘语永州话，该方言属于老湘语，福德镇、南燕乡、银汉镇、诸家乡、茶亭乡、石孔乡、海田乡，天成乡、兴旺镇、凤石乡、罗家镇、杨家镇、开元乡、徐家镇、鲜店乡等部分村子的方言都是永州方言。湘语沅江话是全县第三大的方言，主要分布在今天的龙蚕镇、天成乡、兴旺镇、凤石乡的部分乡村，说沅江话的仅人口只占全县人口的2%左右。其他的还有客家话方言岛分布。

## 姓氏
蓬安县的姓氏，主要有唐姓、陈姓、李姓、王姓、张姓、刘姓、杨姓、周姓、何姓、胡姓、罗姓、蒋姓、邓姓、黄姓、吴姓、郑姓、梁姓、谢姓等，总的来说，大多为清朝湖广填四川后裔，以永州零陵移民最多，此外也有一些地方特色姓氏，比如马回乡的林姓、蔡姓、廖姓，县志记载为福建汀州府移民，万和乡的梅姓为元明江淮移民，凤石乡的盘姓为永州瑶族移民后裔，龙蚕乡的粟姓则为湖南沅州府侗族后裔，金溪镇的沈姓为湖北赤壁市移民后裔，遍布全县的母姓为四川土著，氐羌后裔，为毋姓简化而来，骑龙乡的庹姓也为巴人土著。1985年，依据县志记载全县共有203个姓氏：
| 排序    | 姓氏 | 姓氏 | 姓氏 | 姓氏 | 姓氏 | 姓氏 | 姓氏 | 姓氏 | 姓氏 | 姓氏 |
| 1-10    | 丁   | 刁   | 于   | 万   | 卫   | 马   | 王   | 毛   | 刘   | 文   |
| 11-20   | 邓   | 龙   | 尹   | 甘   | 石   | 左   | 龙   | 帅   | 叶   | 卢   |
| 21-30   | 旦   | 申   | 田   | 史   | 冉   | 白   | 包   | 冯   | 兰   | 宁   |
| 31-40   | 皮   | 司   | 母   | 邢   | 权   | 达   | 成   |      | 吕   | 曲   |
| 41-50   | 乔   | 年   | 朱   | 伏   | 伍   | 任   | 华   | 向   | 刘   | 齐   |
| 51-60   | 江   | 汤   | 宇   | 安   | 关   | 羊   | 米   | 许   | 阳   | 孙   |
| 61-70   | 杜   | 杨   | 花   | 芹   | 苏   | 李   | 严   | 巫   | 萧   | 吴   |
| 71-80   | 何   | 余   | 谷   | 邹   | 辛   | 闵   | 况   | 汪   | 沈   | 宋   |
| 81-90   | 张   | 陆   | 陈   | 邵   | 奉   | 武   | 林   | 苛   | 苟   | 范   |
| 91-100  | 欧   | 卓   | 尚   | 罗   | 岳   | 金   | 周   | 庞   | 郑   | 官   |
| 101-110 | 屈   | 孟   | 项   | 柯   | 胡   | 南   | 荣   | 赵   | 钟   | 钦   |
| 111-120 | 侯   | 段   | 俞   | 饶   | 施   | 洪   | 宪   | 姜   | 祝   | 费   |
| 121-130 | 姚   | 贺   | 敖   | 秦   | 桂   | 都   | 袁   | 莫   | 聂   | 顾   |
| 131-140 | 夏   | 晏   | 钱   | 积   | 徐   | 殷   | 郭   | 高   | 席   | 唐   |
| 141-150 | 凌   | 诸   | 谈   | 陶   | 梅   | 黄   | 曹   | 龚   | 盛   | 崔   |
| 151-160 | 盘   | 商   | 章   | 庹   | 康   | 寇   | 梁   | 屠   | 敬   | 韩   |
| 161-170 | 斯   | 彭   | 葛   | 董   | 蒋   | 粟   | 程   | 傅   | 焦   | 鲁   |
| 171-180 | 渣   | 温   | 游   | 曾   | 谢   | 强   | 赖   | 靳   | 蓝   | 蒲   |
| 181-190 | 雷   | 詹   | 雍   | 阙   | 满   | 蔡   | 蔚   | 鲜   | 廖   | 漆   |
| 191-200 | 谭   | 翟   | 熊   | 滕   | 樊   | 薛   | 燕   | 鞠   | 戴   | 瞿   |
| 201-203 | 魏   | 蹇   | 方   |      |      |      |      |      |      |      |

## 行政区划
蓬安县下辖2个街道办事处、14个镇、5个乡：
周口街道、相如街道、锦屏镇、巨龙镇、正源镇、金溪镇、徐家镇、河舒镇、利溪镇、龙蚕镇、杨家镇、罗家镇、福德镇、银汉镇、兴旺镇、睦坝镇、平头乡、鲜店乡、金甲乡、新园乡和石孔乡。

## 小吃
- 河舒豆腐：中国地理标志产品
- 川北凉粉
- 锅盔(灌)
- 姚麻花
- 唐氏米凉粉
- 吴馓子
- 樟茶鸭

## 旅游景点
- 嘉陵第一桑梓
- 小乐山摩崖石刻
- 量金斗
- 桃花村
- 太阳岛
- 月亮岛
- 周子古镇
- 龙角山
- 白云山
- 大深南海
- 铜鼓寨
- 白云寨
- 南充白云避暑山庄
- 南充白云山
- 利溪镇大夫第
- 锦屏古镇
- 蓬安凤凰谷（凤凰山）

## 图片集
- 蓬安县的火车站
- 郊区景色
- 蓬安县县城一角
- 蓬安县县城的街道
- 蓬安县乡下
- 蓬安县瑞泰商务大酒店
- 相如饭店
- 蓬安县嘉陵江大桥（以上照片皆摄于2006年9月或10月）